# ملرود
ملرود (به سوئدی: Mellerud) یک منطقهٔ مسکونی در سوئد است که در بخش ملرود واقع شده‌است. ملرود ۳٫۱۰ کیلومتر مربع مساحت و ۳٬۷۵۰ نفر جمعیت دارد.